# Tricyphona longiloba
Tricyphona (Tricyphona) longiloba là một loài ruồi trong họ Pediciidae. Chúng phân bố ở vùng sinh thái Palearctic.